# Bembidion obtusum
Bembidion obtusum es una especie de escarabajo del género Bembidion, familia Carabidae. Fue descrita científicamente por Audinet-Servilleen  1821.
Especie nativa de Europa. Habita en Albania, Austria, Bielorrusia, Bélgica, Canadá, Chequia, Dinamarca, Estonia, Francia, Alemania, Gran Bretaña, Hungría, Irlanda, Letonia, Lituania, Países Bajos, Polonia, Rusia, Eslovaquia, España, Suecia, Suiza y los Estados Unidos. Se encuentra en suelos abiertos, especie sinantrópica.